# ももいろ夜ばなし
『ももいろ夜ばなし』（ももいろよばなし）は、ももいろクローバーZが行うライブシリーズの1つ。その模様を収録したDVD、およびBlu-ray Disc作品も発売されている。
ダンスはほとんど行わず、歌の世界観を伝えることに特化した完全着席制のライブ。既存の持ち歌を歌う場合でも、ほとんど動かない範囲での振り付けになっている。演奏はアコースティック編成のバンドが生演奏を行う。また、メンバーの持ち歌以外に、過去の名曲のカバーや、ゲストとのセッションが披露される。

## ももいろ夜ばなし第一夜「白秋」

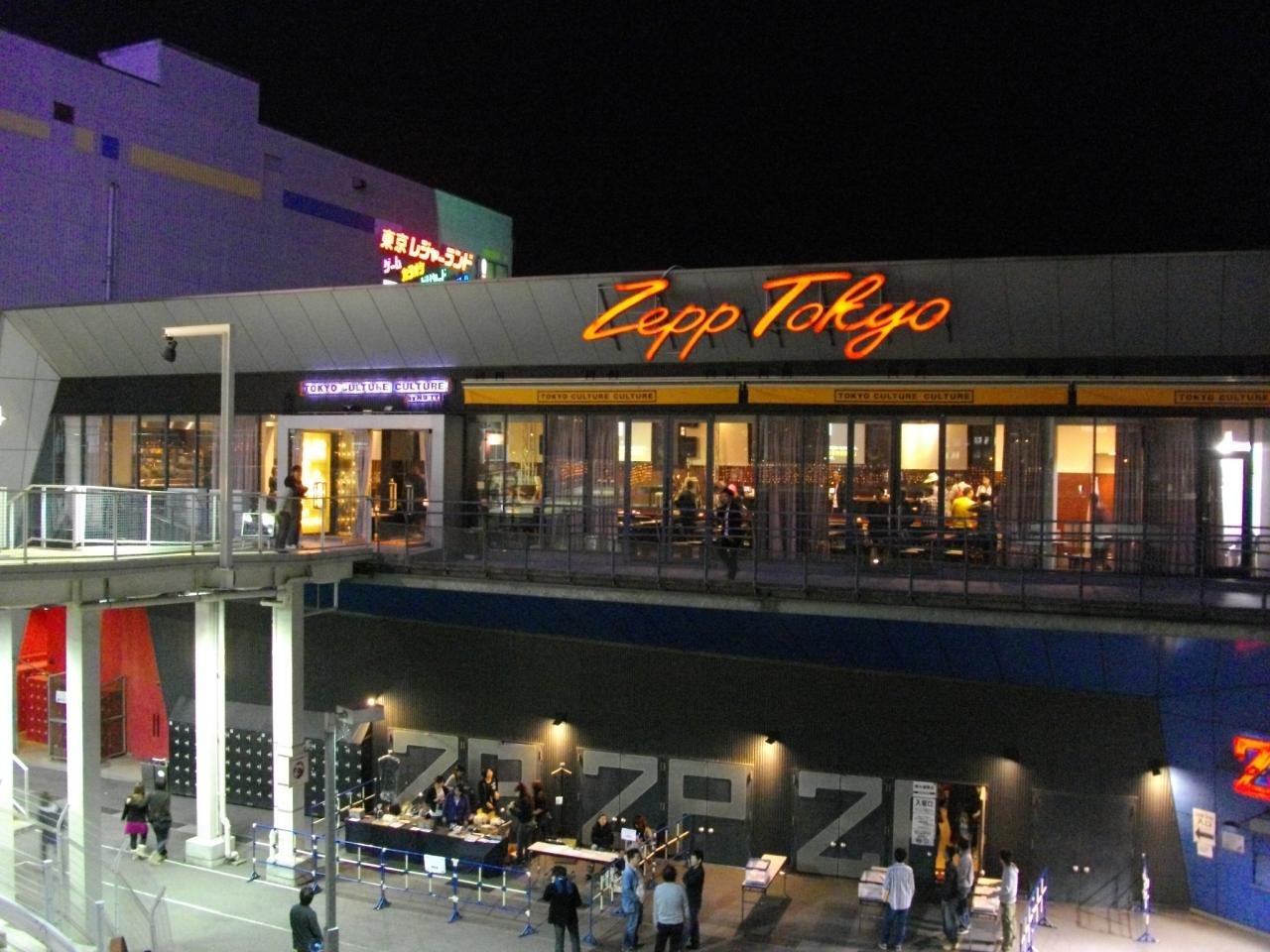
「ももいろ夜ばなし」第一夜会場のZepp Tokyo

2012年11月17日にZepp Tokyoにて、第一夜「白秋」（はくしゅう）として行われた。吉田照美がパーソナリティーのラジオ番組という設定で、「リスナーからのリクエストを受けた」という前振りで曲が歌われた。また途中、南こうせつによるフォークソングの授業も行われた。

### 開催の経緯 〜佐々木彩夏と「秋桜」〜
2012年8月、ももいろクローバーZは坂崎幸之助（THE ALFEE）が主宰するフォークイベントにグループとして参加し、初めてソロでアコースティック楽器とのセッションに挑戦。メンバーの佐々木彩夏は山口百恵の「秋桜」（こすもす）をカバーするも、大きく音を外すなどして歌いこなすことができなかった。本人は翌日のブログで謝罪するなど重く受け止め、後日インタビューでは「一曲しかない中で、いままで歌ったことのないジャンル、それも大先輩の歌を歌わせていただく、ということをもっと真剣に考えなくちゃいけなかった」と反省した。
同年11月、「秋桜」リベンジの機会も兼ね、グループ初のアコースティックライブ（本公演）が開催された。これに際して本人は、歌詞を読み込み登場人物の設定や物語の解釈を複数パターン熟考。自分なりにしっくりくるものを決めて曲との距離感を縮め、歌詞とコード進行の関係性も頭に入れてからボイストレーニングに臨み、万全の態勢で本番を迎えた。
この時のパフォーマンスが認められ、翌2013年の7月には「秋桜」の作者であるさだまさしのコンサートに、ゲストとして招待されることとなった（他のメンバーは伴わず）。ステージ上で、さだと「秋桜」をデュエットし、通算4000回となる区切りのソロコンサートに花を添えた。後日のインタビューでは最初の失敗を振り返り、「歌に対しての意識も変わったし、パフォーマンスに対する意識もあの日を境にあがりました」「力が足りてないから理想のレベルを落とすんじゃなくて、揺るがない理想に向かって、進んでいかなくちゃいけない」と述べた。

### セットリスト
1. 秋桜（佐々木彩夏）
2. 初恋（百田夏菜子）
3. 涙目のアリス（玉井詩織）
4. ありがとうのプレゼント（有安杏果）
5. 津軽半島龍飛崎（高城れに）
6. 襟裳岬（高城れに）
7. だって あーりんなんだもーん☆（佐々木彩夏）
8. 太陽とえくぼ（百田夏菜子）
9. 少女人形（玉井詩織）
10. なごり雪（有安杏果）
11. 神田川
ゲストの南こうせつも参加
12. あの素晴らしい愛をもう一度[3]
ゲストの南こうせつも参加
13. overture
14. ワニとシャンプー
15. 春になったら
16. 白い風
17. きみゆき
18. LOST CHILD
19. Z女戦争
20. 猛烈宇宙交響曲・第七楽章「無限の愛」
21. ツヨクツヨク
22. 荒野の果てに「賛美歌106番」
23. 走れ!

## ももいろ夜ばなし第二夜「玄冬」
2014年2月19日にEX THEATER ROPPONGIにて、第二夜「玄冬」（げんとう）として行われた。
それぞれの歌の世界観に焦点があてられ、ソロで歌う前に他のメンバー（一部は久米明）が歌詞の一節を朗読するという演出がなされた。これはメンバーの歌唱力が上がってきたことから、一歩先を目指すため、歌詞の意味を深く理解した上で、メロディに頼らず言葉の力だけで伝えることを意図したものであった。

### セットリスト
1. 空のカーテン
2. 太陽とえくぼ（百田夏菜子）
3. 涙目のアリス（玉井詩織）
4. Hello, Again 〜昔からある場所〜（高城れに）
5. 宙船(そらふね)（百田夏菜子）
6. もしもピアノが弾けたなら（有安杏果）
7. 卒業（玉井詩織）
8. DNA狂詩曲
9. たしかなこと
ゲストの辛島美登里も参加
10. サイレント・イヴ（佐々木彩夏）
ゲストの辛島美登里も参加
11. ピンキージョーンズ
12. CONTRADICTION
13. ゲッダーン!
14. Rock'n Rouge（佐々木彩夏）
15. 星空のディスタンス（百田夏菜子・玉井詩織・高城れに）
16. 永遠のトリニティー（有安杏果）
17. ノーサイド
18. Z女戦争
19. 宙飛ぶ!お座敷列車
ゲストの辛島美登里も参加
20. オレンジノート
マイクを使わず、会場の観客とともに合唱した。
21. いつか君が
22. 灰とダイヤモンド